# George Thorogood
George Thorogood (Wilmington, 24 februari 1950) is een Amerikaans bluesgitarist. Hij is vooral bekend van zijn hit, uit 1982, “Bad to the Bone”. Thorogood en zijn band The Destroyers hebben 16 studioalbums uitgebracht, waaronder vijf die goud hebben behaald.

## Bandleden

### The Destroyers
- George Thorogood – stem and gitaar
- Billy Blough – basgitaar (1977–heden)
- Jeff Simon – drums, percussie (1974–heden)
- Buddy Leach – saxofoon (2003–heden)
- Jim Suhler – gitaar (1999–heden)

### Oud-leden
- Ron "Roadblock" Smith – gitaar (1973–1980)
- Hank "Hurricane" Carter – saxofoon (1980–2003)
- Steve Chrismar – gitaar (1985–1993)

## Discografie

### Studioalbums met the Destroyers
- 1974: Better Than the Rest (heruitgave door MCA in 1979)
- 1977: George Thorogood and the Destroyers
- 1978: Move It on Over
- 1980: More George Thorogood and the Destroyers
- 1982: Bad to the Bone
- 1985: Maverick
- 1986: Nadine
- 1988: Born to Be Bad
- 1991: Boogie People
- 1993: Haircut
- 1997: Rockin' My Life Away
- 1999: Half a Boy and Half a Man
- 2003: Ride 'Til I Die
- 2003: Who Do You Love?
- 2006: The Hard Stuff
- 2009: The Dirty Dozen
- 2011: 2120 South Michigan Ave

### Livealbums
- 1982: Live in Boston
- 1986: Live
- 1995: Live: Let's Work Together
- 1999: Live in '99
- 2004: 30th Anniversary Tour
- 2013: Live At Montreux 2013

### Compilaties
- 1992: The Baddest of George Thorogood and the Destroyers
- 1992: Anthology
- 2004: Greatest Hits: 30 Years of Rock
- 2005: The Best Of
- 2007: Taking Care of Business (dubbele cd van Ride 'Til I Die)